# Montagne de Kaw
La montagne de Kaw est un relief composé de collines situé sur la commune de Roura en Guyane et couvert par une grande étendue forestière.
Située dans une des régions les plus humides de Guyane, elle accueille une riche diversité biologique et de nombreuses espèces endémiques. Elle abrite de nombreux abris sous roche favorables aux coqs de roche orange, espèce emblématique et endémique du Plateau des Guyanes. Le massif est aussi connu pour sa flore et son entomofaune, sans oublier les reptiles et l’avifaune.
La plaine mais également la montagne de Kaw sont connues pour leur fort endémisme mais également pour leur biodiversité exceptionnelle. En effet, la forêt de la Montagne de Kaw possède la plus forte pluviométrie de la Guyane, ce qui expliquerait qu'elle aurait servi de refuge pour la faune et la flore lors des périodes de grandes sécheresses du Pléistocène.

## Exploitation aurifère
Le projet de la société CBJ Caïman, filiale du groupe canadien Iamgold, d’ouvrir une mine d’or à ciel ouvert avait mobilisé contre lui de larges secteurs de la société civile locale. À l'issue du Grenelle Environnement, le 30 janvier 2008 le président de la République Nicolas Sarkozy a décidé de ne pas donner suite au projet d’exploitation aurifère sur la montagne de Kaw en Guyane.
L'arrêté du 26 août 2016 accorde finalement à la société IAMGOLD France un « permis exclusif de recherches d'or et substances connexes (argent, cuivre et zinc) [...] sur une partie du territoire de la commune de Roura (Guyane) ».

## Sources
- Cap DOM